# Nagaworld Football Club
Maillots
Actualités
Le Nagaworld Football Club (en khmer : ក្លិបបាល់ទាត់ណាហ្គាវើល), plus couramment abrégé en Nagaworld FC, est un club cambodgien de football fondé en 2001 et basé à Phnom Penh, la capitale du pays.
Le club évolue actuellement dans la C-League.

## Historique
- 2001 : Fondation du club sous le nom de Nagacorp Football Club
- 2007 : Premier titre de champion du Cambodge
- 2008 : Première participation à la Coupe du président de l'AFC
- 2015 : Le club change de nom et devient le Nagaworld Football Club

## Palmarès
| Compétitions nationales |
| --- |
| - Championnat du Cambodge (3) : - Champion : 2007, 2009 et 2018. - Coupe du Cambodge (1) : - Vainqueur : 2013. - Finaliste : 2007, 2009, 2012, 2016 et 2017. |

## Personnalités du club

### Présidents du club
- Lam Thiny

### Entraîneurs du club
- Meas Channa